# هلموت اشمیت (بازیکن فوتبال)
هلموت اشمیت (انگلیسی: Helmut Schmidt؛ زادهٔ ۹ ژوئن ۱۹۴۹) بازیکن فوتبال اهل آلمان است.
از باشگاه‌هایی که در آن بازی کرده‌است می‌توان به باشگاه فوتبال کیکرز اوفنباخ، باشگاه فوتبال بایرن مونیخ، و باشگاه فوتبال بروسیا دورتموند اشاره کرد.
وی همچنین در تیم ملی فوتبال زیر ۲۱ سال آلمان بازی کرده‌است.